# 阿米爾·拉赫馬尼
阿米爾·卡德里·拉赫馬尼（1994年2月24日—），是一名科索沃職業足球員，現時效力意甲球會拿坡里，科索沃國家足球隊隊長。

## 榮譽
薩格勒布迪納摩
- 克羅埃西亞足球聯賽冠軍：2017–18, 2018–19
- 克羅地亞盃冠軍：2017–18

 拿玻里
- 意甲冠軍：2022–23[3]、2024–25[4]